# Perry Link
E. Perry Link (South Carolina, 1944) is een emeritus professor in Oost-Aziatische studies aan de Princeton-universiteit, gespecialiseerd in moderne Chinese literatuur en Chinees.
Link studeerde af aan de Harvard-universiteit, waar hij zijn bachelorgraad behaalde in 1966 en zijn Ph.D. in 1976. Hij is momenteel verbonden aan de Universiteit van Californië - Riverside. Hij vertaalde veel Chinese verhalen, geschriften en gedichten in het Engels.
Samen met Andrew Nathan, vertaalde Perry Link de Tiananmen Papers, dat ingaat op de reactie van de Chinese regering op het Tiananmen-protest van 1989. Sinds 1996 staat hij op de zwarte lijst en mag hij de Volksrepubliek China niet meer in. In 2001 bezocht hij wel Hongkong, waarbij hij gedurende korte tijd werd aangehouden.